# Hermann Wächter (Schauspieler)

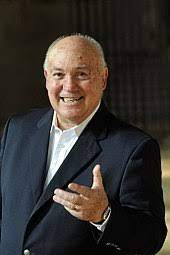
Hermann Wächter, 2011

Hermann Wächter (* 17. Januar 1937 in Augsburg; † vor oder am 4. Februar 2025) war ein deutscher Schauspieler und Autor.

## Leben
Nach dem Gymnasium absolvierte er eine kaufmännische Ausbildung, nahm berufsbegleitend Schauspielunterricht und legte die Bühnenreifeprüfung ab. Von 1953 bis 1987 hatte er eine Tätigkeit in der freien Wirtschaft in Augsburg, München und Stuttgart. 22 Jahre gehörte er dem Prüfungsausschuss von Industrie- und Handelskammern an. Ab 1987 arbeitete er in der Hauptverwaltung des Bezirks Schwaben in der Öffentlichkeitsarbeit und Kulturabteilung. Veranstaltungsorganisation, Ausstellungsorganisation in Bayerisch-Schwaben und ausländischen Partnerregionen sowie die Zuarbeit Bezirkstagspräsident (Glückwünsche, Kondolenzen, Redeskizzen und andere Texte) gehörte zu seinem Aufgabengebiet. Von 1987 bis 2007 beschäftigte er sich auch mit Beratung der Amateurtheater in Bayerisch-Schwaben. Wächter leitete Fortbildungsseminare für Amateurtheater, bei denen das Agieren auf der Bühne im Mittelpunkt stand. Zudem widmete er sich der Zusammenstellung von Stückekatalogen („Was sollen wir spielen?“).
Über 30 Jahre arbeitete er am Rundfunk, Sprecher in Hörspielen (u. a. war er der Vater in der Funkfamilie Schwärmle) und hatte ca. 200 Moderationen der Sendung „Heimatspiegel“ (BR). Als Volksschauspieler verkörperte er in Fernsehrollen meist bodenständige Typen, auch immer wieder Pfarrer, wobei ihm hier, neben der professionellen Schauspielausbildung auch zugutekam, dass er als Bub jahrelang Ministrant war. 1963/64 war er Ensemblemitglied beim Augsburger Kabarett „Die Scheibenwischer“. Theatergastspiele erfolgten an Heimatbühnen, am Theater Augsburg und im Parktheater im Kurhaus Göggingen. Außerdem war er Sprecher in der Augsburger Puppenkiste und über 20 Jahre Erzähler beim Augsburger Adventsingen in der Kongresshalle.
1979 begann er mit dem Schreiben und verfasste 15 Bücher sowie 6 CDs. Aus seiner Feder stammt Literatur über Brauchtum in Bayerisch-Schwaben, heitere und besinnliche Geschichten und Gedichte in Hochdeutsch und schwäbischer Mundart. Am Liebsten schreibt er über die Heimat, über Land und Leute, die Jahreszeiten in der Natur. Einige Schulbuchbeiträge in schwäbischer Mundart und Unterrichtsbesuche (Lyrik im Unterricht). Die mittelschwäbische Mundart erlernte er als Kind in den 1940er Jahren, wo er kriegsbedingt über 4 Jahre auf einem Bauernhof in Hochwang (bei Günzburg) lebte. Rund 400 Lesungen und Moderationen hatte er in Bayern, Baden-Württemberg, Österreich, Bukowina, sowie in Bonn, Berlin und Brüssel. Wächter war verheiratet und lebte in Augsburg.

## Filmografie (Auswahl)
- 1986:    Liddl 17
- 1987:    Löwengrube (Fernsehserie)
- 1989:    Josef Filser (Fernsehserie)
- 1990:    Erfolg (Kino und Fernsehen)
- 1990:    Der König von Bärenbach
- 1990:    Porträt: Ein schwäbischer Dichter
- 1992:    Arsen und Hammerbärte
- 1995:    Das schwäbische Jahr
- 1995:    Mali (Zweiteiler)
- 1995:    Weihnachtslesung
- 1996:    Schwäbische Weihnacht
- 1996:    Schwurgericht
- 1999:    Streit um Drei (Fernsehserie)
- 1999:    Bilderbuch Deutschland – Augsburg (Fernsehreihe)
- 2000:    Streit um Drei
- 2003:    Autorenlesung
- 2007:    Weihnachten in Schwaben
- 2016:    Dahoam is Dahoam

## Theater (Auswahl)
- 1959: Revier am Don
- 1960: Der Hauptmann von Köpenick
- 1961: Der zerbrochene Krug
- 1961: Kabale und Liebe
- 1962: Götz von Berlichingen
- 1972: Das Glas Wasser
- 1973: Der Vogelhändler
- 1973: Gasparone
- 1974: Die Acharner oder der private Sonderfrieden
- 1975: Unsere kleine Stadt
- 1976: 700 Jahre Augsburger Stadtrecht
- 1978: Die Wildente
- 1984: Der Baumnarr
- 2000: Bayerisch-Schwäbischer Abend
- 2003: Schwäbische Weihnacht
- 2005: Weihnachten in Schwaben
- 2011: Schwäbische Weihnacht
- 2016: Schwäbischer Advent

## Veröffentlichungen (Auswahl)
- Unterm schwäbischen Himmel. Allgäuer Zeitungsverlag, Kempten 1989, ISBN 3-88006-141-6.
- Augschburger Gschichtla. Allgäuer Zeitungsverlag, Kempten 1989, ISBN 3-88006-144-0.
- Immer wenn es Weihnacht' wird. Franz Brack Verlag, Altusried 1993, ISBN 3-928934-11-2.
- Ja, die Schwaben! Franz Brack Verlag, Altusried 1995, ISBN 3-930323-04-4.
- Grüß Gott in Bayerisch-Schwaben. Brigitte Settele Verlag, Augsburg 1997, ISBN 3-932939-30-1.
- Unterm weißblauen Schwabenhimmel. Franz Brack Verlag, Altusried 2001, ISBN 3-930323-30-3.
- Schwäbisches Wörterbüchle. Franz Brack Verlag, Altusried 2001, ISBN 3-930323-27-3.
- Zum Glück gibt es die Schwaben. Franz Brack Verlag, Altusried 2002, ISBN 3-930323-38-9.
- Lachendes Schwaben. Franz Brack Verlag, Altusried 2003, ISBN 3-930323-44-3.
- Weihnachten wird es nun bald. Franz Brack Verlag, Altusried 2005, ISBN 3-930323-55-9.
- Wir in Augsburg. Franz Brack Verlag, Altusried 2010, ISBN 978-3-930323-95-1.

## Auszeichnungen
- 1986: Goldene Ehrenmedaille der IHK für Augsburg und Schwaben
- 1992: Silberne Ehrenmedaille der Synagoge Ichenhausen[1]
- 2007: Sieben-Schwaben-Medaille des Bezirks Schwaben
- 2007: Ehrenmitglied im Theater in der Frauentorstraße Augsburg (TiF)
- 2007: Ehrenritter  der Gruppe Stadthauptmann Augsburg von 1518
- 2021: Preis Pro Suebia der Eugen Liedl Stiftung